# Vanesa Agović
Vanesa Agović (født 30. Marts 1996 i Berane) er en montenegrinsk håndboldspiller, som spiller for ŽRK Budućnost.